# Spinolambrus verrucosus
Spinolambrus verrucosus is een krabbensoort uit de familie van de Parthenopidae. De wetenschappelijke naam van de soort is voor het eerst geldig gepubliceerd in 1882 door Studer.